# Superfinał Pucharu Miast Targowych
Superfinał Pucharu Miast Targowych (ang. Inter-Cities Fairs Cup Trophy Play-Off) – mecz piłkarski pomiędzy ostatnim zwycięzcą turnieju sezonu 1970/1971 a drużyną, która najwięcej razy zdobyła Puchar Miast Targowych. Do tego czasu stare trofeum nie zostało zdobyte przez dowolny klub na stałe. Utworzony został w celu zdobycia Pucharu Miast Targowych na własność, tak jak od następnego sezonu 1971/1972 Puchar Miast Targowych został zastąpiony Pucharem UEFA. Europejska Federacja Piłkarska nie uznaje jednak Pucharu Miast Targowych za jej oficjalny turniej, a tym samym Pucharu UEFA za jego bezpośrednią kontynuację.

## Historia rozgrywek
Ostatni zwycięzca turnieju sezonu 1970/1971 Leeds United 22 września 1971 spotkał się z FC Barcelona (trzykrotnym triumfatorem) w meczu na Camp Nou. Stawką tego spotkania było zdobycie Pucharu Miast Targowych na własność. Trofeum trafiło ostatecznie do drużyny hiszpańskiej (wynik 2:1).

## Mecze finałowe
| Rok  | Gospodarze                                                             | Wynik | Goście       | Stadion            |
| ---- | ---------------------------------------------------------------------- | ----- | ------------ | ------------------ |
| 1971 | FC Barcelona                                                           | 2:1   | Leeds United | Camp Nou Barcelona |
| 1971 | zwycięzca – FC Barcelona – otrzymał Puchar Miast Targowych na własność |       |              |                    |